# Илонен, Микко
Ми́кко А́нтеро И́лонен (фин. Mikko Antero Ilonen; род. 18 декабря 1979, Лахти, Финляндия) — финский профессиональный гольфист; член сборной Финляндии на летних Олимпийских играх 2016 года.
В 2001 году на Открытом чемпионате в Англии показал 9-й результат.
В 2014 году на PGA Championship показал 7-й результат.